# Karolewo (powiat obornicki)
Karolewo – wieś w Polsce położona w województwie wielkopolskim, w powiecie obornickim, w gminie Rogoźno.
W latach 1975–1998 miejscowość administracyjnie należała do województwa pilskiego.